# Гилкрест (Колорадо)
Гилкрест (енгл. Gilcrest) град је у америчкој савезној држави Колорадо.

## Демографија
По попису из 2010. године број становника је 1.034, што је 128 (-11,0%) становника мање него 2000. године.
| Група             | 2000.       | 2010.       |
| Белци             | 505 (43,5%) | 435 (42,1%) |
| Афроамериканци    | 4 (0,3%)    | 6 (0,6%)    |
| Азијати           | 1 (0,1%)    | 5 (0,5%)    |
| Хиспаноамериканци | 638 (54,9%) | 574 (55,5%) |
| Укупно            | 1.162       | 1.034       |